# Ciclism la Jocurile Olimpice de vară din 1896 - Cursa masculină de sprint
Cursa masculină de ciclism sprint de la Jocurile Olimpice de vară din 1896 a avut loc pe 11 aprilie. S-a desfășurat pe o distanță de 2 kilometri, adică șase ture de pistă. Proba a fost câștigată de francezul Paul Masson, iar colegul său de echipă Léon Flameng a obținut medalia de bronz. Stamatios Nikolopoulos din Grecia a obținut argintul.

## Context
A fost prima dată când s-a desfășurat competiția, aceasta având loc la toate edițiile Jocurilor Olimpice cu excepția celor din 1904 și 1912.

## Formatul competiției
Evenimentul s-a desfășurat într-o singură cursă, cu toți cei patru concurenți pornind împreună. Distanța a fost de 2 kilometri, adică șase ture de pistă.

## Program
Nu se cunoaște ora exactă a evenimentului; probele de ciclism au început puțin după ora 14.00, iar sprintul a fost prima probă.
| Dată                     | Dată                    | Oră | Etapă  |
| Gregorian                | Iulian                  | Oră | Etapă  |
| ------------------------ | ----------------------- | --- | ------ |
| Sâmbătă, 11 aprilie 1896 | Sâmbătă, 30 martie 1896 |     | Finală |

## Rezultate
Patru sportivi s-au înscris în cursă. Rosemeyer din Germania a avut probleme mecanice în timpul cursei și a părăsit traseul fără să încheie cursa. Cicliștii francezi au ocupat locurile 1 și 3, în timp ce Nikolopoulos din Grecia a terminat pe locul 2. Cursa a fost foarte lentă și tactică, iar Masson s-a desprins târziu și a câștigat ușor.
| Loc | Ciclist                | Țară     | Timp       |
| --- | ---------------------- | -------- | ---------- |
| 1   | Paul Masson            | Franța   | 4:58,2     |
| 2   | Stamatios Nikolopoulos | Grecia   | 5:00,2     |
| 3   | Léon Flameng           | Franța   | Necunoscut |
| —   | Joseph Rosemeyer       | Germania | NT         |